# Pedro Pascual
Pedro Pascual (Córdoba (Messico), 15 marzo 1996) è un velista statunitense, che ha rappresentato gli Stati Uniti ai Giochi olimpici di Rio de Janeiro 2016 nella classe RS:X.